# Trimalaconothrus sculptus
Trimalaconothrus sculptus är en kvalsterart som beskrevs av Knülle 1957. Trimalaconothrus sculptus ingår i släktet Trimalaconothrus och familjen Malaconothridae. Inga underarter finns listade i Catalogue of Life.